# Lijst van eilanden van Spanje
Dit is een onvolledige lijst van eilanden van Spanje. De eilanden bevinden zich in de Middellandse Zee en de Atlantische Oceaan. Sommige eilanden zijn bewoond, andere zijn onbewoond.
- Isla de Alborán
- Alhucemas-eilanden
  - Isla de Mar
  - Isla de Tierra
  - Peñón de Alhucemas
- A Illa de Arousa
- Balearen
  - Gymnesen
    - Cabrera
    - Dragonera
    - Illa de l'Aire
    - Mallorca
    - Menorca

  - Pityusen
    - Espalmador
    - Formentera
    - Ibiza
- Canarische Eilanden (Spaans-Macaronesië)
  - Alegranza
  - Chinijo
  - El Hierro
  - Fuerteventura
  - Gran Canaria
  - Isla de Lobos
  - La Gomera
  - La Graciosa
  - Lanzarote
  - La Palma
  - Montaña Clara
  - Roque del Este
  - Roque del Oeste
  - Tenerife
- Eiland van Benidorm
- Islas Chafarinas
  - Isla de Isabel II
  - Isla del Congreso
  - Isla del Rey
- Cíes-eilanden
- Fazanteneiland
- Isla de Las Palomas
- Illes Medes
- Mouro-eiland
- Isla Negra
- Islote de la Nube
- Peterselie-eiland
- Isla de Santa Catalina
- Santa Clara
- Tabarca